# Storhällen, Nagu
Storhällen är en ö nära Boskär i Nagu,  Finland. Den ligger i Skärgårdshavet i Pargas stad i den ekonomiska regionen  Åboland i landskapet Egentliga Finland, i den sydvästra delen av landet. Ön ligger omkring 5 kilometer sydväst om Boskär, 24 kilometer sydväst om Nagu kyrka, 59 kilometer sydväst om Åbo och omkring 180 kilometer väster om Helsingfors. Närmaste allmänna förbindelse är förbindelsebryggan vid Nötö som trafikeras av M/S Eivor.  Den ligger på ön Håkonskär.
Öns area är 2,4 hektar och dess största längd är 280 meter i nord-sydlig riktning.